# سالم حمید
سالم محمد حمید(۱۹۷۴متولد)، بنیانگذار و رئیس (مرکز المزماة للدراسات والبحوث) مرکز مطالعات و تحقیقات المزمات از سال ۲۰۱۱ تا ۲۰۲۰ بود. او سال‌ها برای دولت دبی در زمینه فرهنگی کار کرده‌است، در توسعه بسیاری از طرح‌ها تحقیقات و استراتژی‌های توسعه و ارتقای فرهنگی دبی و امارات متحده مشارکت داشته‌است. وی با همکاری کمیته برنامه درسی وزارت آموزش و پرورش امارات متحده عربی در تألیف برنامه‌های درسی آموزش ملی، اجتماعی و تاریخی برای سطوح ابتدایی، راهنمایی و متوسطه مشارکت داشته‌است. محتوای برخی از کتاب‌های او در برنامه‌های درسی امارات درج شده‌اند.

## زندگی
سالم حمید متولد ۱۹۷۴، فارغ‌التحصیل ۲۰۰۷ دکترای فلسفه از دانشکده علوم انسان‌شناسی دانشگاه ولز انگلستان است.

## فعالیتها
نویسنده و پژوهشگر دانشگاهی در مطالعات انسانی، فرهنگی و مردم‌شناسی، امور سیاسی و اسلام سیاسی، مقالات بسیاری را به دو زبان عربی و انگلیسی منتشر کرده‌است و برای مطبوعات اماراتی و میدل ایست آنلاین و روزنامه‌های بین‌المللی عرب لندن مقاله می‌نویسد. او ستون هفتگی منظمی در روزنامه الاتحاد و روزنامه العرب لندن دارد و پیش از این برای روزنامه‌های، الشرق الاوسط لندن، امارات الیوم، ملی اماراتی-انگلیسی، گلف نیوز، خلیج تایمز نوشته‌است.

## تالیفات
او در زمینه اسلام سیاسی، تاریخی، اجتماعی و فرهنگی تخصص دارد و عناوین زیادی به نام او منتشر شده‌است، از جمله:
| عنوان الکتاب | سنة النشر | الناشر                             | عدد الصفحات        | السلسلة                 | ردمک                | التصنیف       |
| --- | --------- | ---------------------------------- | ------------------ | ----------------------- | ------------------- | ------------- |
| |           |                                    |                    |                         |                     |               |
| عرب متحد یا شهروند اماراتی | ۲۰۱۲      | دبی: مرکز المزماة للدراسات والبحوث | ۱۱۱                |                         | ISBN 9789948163084  | تاریخ         |
| ریشه‌های توطئه علیه امارات: خواندن و تحلیل مدل‌های اولیه گفتمان رسانه ای سازمان اخوان المسلمین در امارات                                                     | ۲۰۱۲      | دبی: مرکز المزماة للدراسات والبحوث | ۱۰۶                | جذور التآمر ضد الإمارات | ISBN 97899481688416 | سیاسة         |
| ریشه‌های توطئه علیه امارات: القرضاوی به کاشت بذر اخوان در امارات اعتراف کرد                                                                                 | ۲۰۱۲      | دبی: مرکز المزماة للدراسات والبحوث | ۲۰۸                | جذور التآمر ضد الإمارات | ISBN 9789948169598  | سیاسة         |
| |           |                                    |                    |                         |                     |               |
| اخوان بدنبال ثروت امارات | ۲۰۱۳      | دبی: مرکز المزماة للدراسات والبحوث | ۱۴۲                | جذور التآمر ضد الإمارات | ISBN 9789948444916  | سیاسة         |
| |           |                                    |                    |                         |                     |               |
| اولین مراکز در جهان عرب منطقه ای و بین‌المللی با شکستن بیش از صد رکورد در کتاب گینس                                                                         | ۲۰۱۳      | دبی: مرکز المزماة للدراسات والبحوث | ۳۲۵                |                         | ISBN 9789948200185  | معارف         |
| ریشه‌های توطئه علیه امارات: داستان توطئه اخوان علیه امارات … از نفوذ اندیشه تا شکست طرح و م متهمان                                                          | ۲۰۱۳      | دبی: مرکز المزماة للدراسات والبحوث | ۱۴۰                | جذور التآمر ضد الإمارات | ISBN 9789948201205  | سیاسة         |
| |           |                                    |                    |                         |                     |               |
| آزادی‌های مدنی و سیاسی در قانون اساسی امارات | ۲۰۱۳      | دبی: مرکز المزماة للدراسات والبحوث |                    | ISBN 9789948200178      | سیاسة               |               |
| |           |                                    |                    |                         |                     |               |
| اخوان و اختلاف در مصر | ۲۰۱۳      | دبی: مرکز المزماة للدراسات والبحوث |                    | ISBN 9789948444176      | سیاسة               |               |
| ریشه‌های توطئه علیه امارات: مجموعه ای از گفتمان سازمان مخفی اخوان المسلمین: تروریسم اخوان در نوشته‌های رهبر فراری آنها، حسن الدقی، هرج و مرج اخوان در امارات | ۲۰۱۳      | دبی: مرکز المزماة للدراسات والبحوث | ۱۳۴                | جذور التآمر ضد الإمارات | ISBN 9789948203568  | سیاسة         |
| خلیج عرب و خطرات اسلام سیاسی صفوی: طرف دیگر اخوان المسلمین                                                                                                 | ۲۰۱۴      | دبی: مرکز المزماة للدراسات والبحوث | ۱۸۷                |                         | ISBN 9789948220374  | سیاسة         |
| ریشه‌های توطئه علیه امارات: سلسله برچیدن گفتمان سازمان مخفی اخوان المسلمین: قاچاقچیان دین و نمادهای فتنه                                                    | ۲۰۱۴      | دبی: مرکز المزماة للدراسات والبحوث | ۱۷۴                | جذور التآمر ضد الإمارات | ISBN 9789948207887  | سیاسة         |
| امنیت ملی امارات و خلیج فارس و جزایر اشغالی امارات | ۲۰۱۴      | دبی: مرکز المزماة للدراسات والبحوث | ۱۶۱                |                         | ISBN 9789948209126  | سیاسة         |
| ریشه‌های توطئه علیه امارات: سازمان اخوان و استثمار دانشجویان دانشگاه امارات: تا جوانان ما در دام افراط گرایی نیفتند                                         | ۲۰۱۵      | دبی: مرکز المزماة للدراسات والبحوث | ۱۵۷                | جذور التآمر ضد الإمارات | ISBN 9789948229544  | سیاسة         |
| توهمات بهار عربی و فجایع بی شمار آن | ۲۰۱۵      | دبی: مرکز المزماة للدراسات والبحوث | ۲۸۲                |                         | ISBN 9789948184478  | سیاسة         |
| |           |                                    |                    |                         |                     |               |
| عمق تاریخی تفکر فدرال در امارات متحده عربی | ۲۰۱۶      | دبی: مرکز المزماة للدراسات والبحوث | کتاب وطنی الإمارات | ISBN 9789948229544      | تاریخ               |               |
| الشیخ سعید بن مکتوم آل مکتوم | ۲۰۱۶      | دبی: مؤسسة وطنی الإمارات           | ۱۰۵                |                         | ISBN 9789948200956  | تراجم         |
| دائرةالمعارف کودک اماراتی | ۲۰۱۶      | دبی: مرکز المزماة للدراسات والبحوث | ۴۲                 |                         | ISBN 9789948023432  | معارف - أطفال |
| شر دوگانه در برابر جهان عرب: اخوان المسلمین و رژیم ولی فقیه . او در این اثر خطر دین سیاسی را برای حکومتهای معاصر عرب توضیح میدهد.                          | ۲۰۱۶      | دبی: مرکز المزماة للدراسات والبحوث | ۲۴۵                |                         | ISBN 9789948139850  | سیاسة         |
| دائرةالمعارف بین‌المللی اخوان المسلمین | ۲۰۱۷      | دبی: مرکز المزماة للدراسات والبحوث | ۱۳۰۰               |                         | ISBN 9789948239802  | سیاسة         |
| مشکلات سیاسی قطر: پایان دوره دستکاری قطر در امنیت خلیج فارس                                                                                                | ۲۰۱۷      | دبی: مرکز المزماة للدراسات والبحوث | ۲۸۴                |                         | ISBN 9789948239802  | سیاسة         |
| احمد بن مجید: دریانوردی از جلفار: ابعاد شناختی در شعر او: خوانشی انتقادی                                                                                   | ۲۰۱۸      | دبی: مرکز المزماة للدراسات والبحوث | ۲۴۸                |                         | ISBN 9789948249771  | تراجم         |
| همسایه بد: توطئه حاکمان قطر و مخمصه آنها | ۲۰۱۸      | دبی: مرکز المزماة للدراسات والبحوث | ۱۷۸                |                         | ISBN 9789948399438  | سیاسة         |